# Payamlı, Güzelbahçe
Payamlı là một xã thuộc huyện Güzelbahçe, tỉnh İzmir, Thổ Nhĩ Kỳ. Dân số thời điểm năm 2010 là 262 người.